# Moroteuthopsis ingens
Moroteuthopsis ingens (лат.) — вид крупных кальмаров из семейства Onychoteuthidae (Teuthida), ранее включавшийся в состав рода Moroteuthis  Verrill, 1881.

## Распространение
Циркумполярный субантарктический вид. Южные приполярные моря и океаны, в том числе, Антарктика (Южные Оркнейские острова). Встречаются на континентальном шельфе и до глубин более 1500 м в южной части Тихого океана, на глубинах 95—420 м в южной Атлантике. Популяция в окрестностях Новой Зеландии имеет наибольшую концентрацию биомассы на глубинах 750—800 м.

## Описание

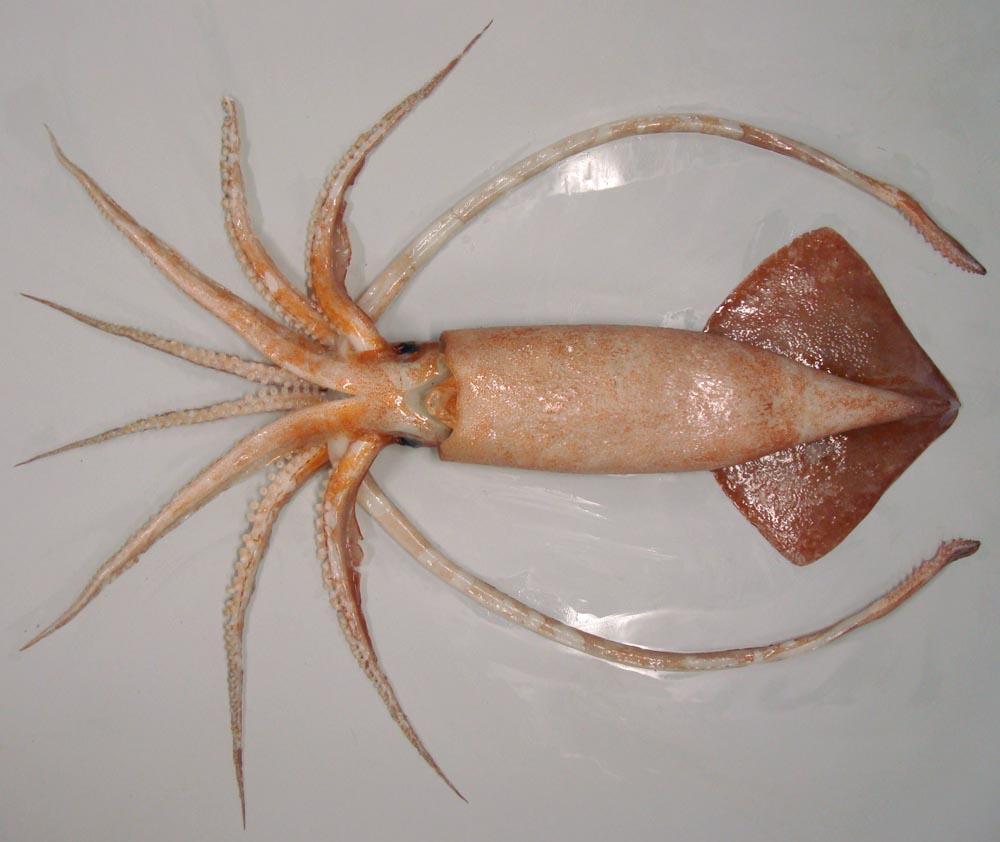
Взрослая самка (38,4 см ML, 1,875 кг)

Взрослые особи достигают в длину до 500 мм. Молодые и мелкие особи (до 200 мм) питаются, главным образом, ракообразными, а взрослые — рыбой (светя́щимися анчо́усами и другими), являясь одним из важнейших нектонных хищников в регионах своего обитания. Крупные особи практикуют каннибализм (представители своего вида составляют до 6 % их кормового рациона).
O. ingens демонстрирует половой диморфизм, самки растут вдвое быстрее самцов, значительно превосходя в итоге их по размеру.
Пенис Moroteuthopsis ingens обладает огромной относительной и абсолютной длиной: в эрегированном состоянии его длина превышает длину всего тела, включая голову и щупальца. Известен случай обнаружения группы самцов, у которых при общей длине в 386 мм максимальная длина пениса достигала 465 мм (Jackson & Mladenov 1994). Это рекорд среди всех подвижных животных и второй показатель среди всего царства животного мира, после ракообразных из отряда Усоногие, ведущих прикреплённый образ жизни.

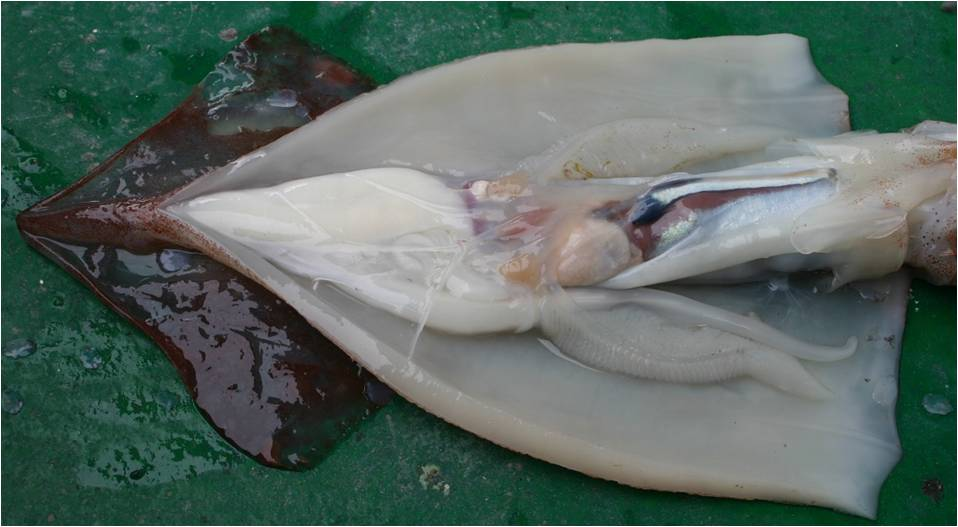
Вскрытый кальмар с пенисом в спокойном состоянии
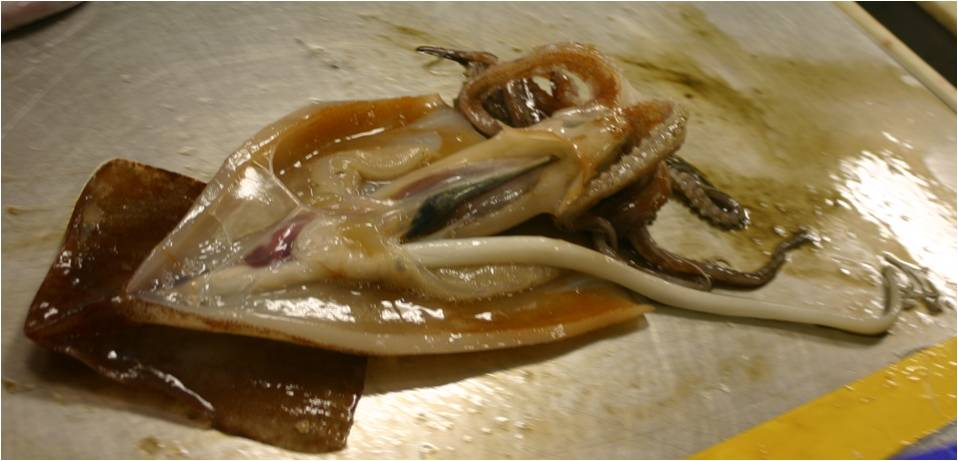
Эрегированный пенис кальмара